# Neuburg (Lauterach)
Neuburg (ⓘ) ist ein Ortsteil der Gemeinde Lauterach im Alb-Donau-Kreis in Baden-Württemberg. Der Weiler, der seit 1803 zur Gemeinde Lauterach gehört, liegt circa einen Kilometer südlich von Lauterach.

## Geschichte
Neuburg wird 1171 erstmals urkundlich erwähnt. Der Ort gehörte zur Herrschaft Berg und nach 1343 zu Vorderösterreich. Das Kirchenpatronat ging von Österreich 1468 an die Universität Freiburg.

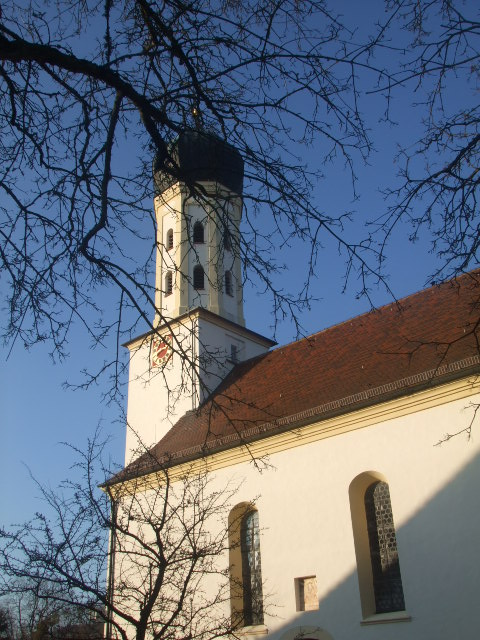
Kirche St. Michael

## Sehenswürdigkeiten
- Die katholische Pfarrkirche St. Michael ist die ehemalige Burgkapelle